# Kanton Dainville
Dainville is een voormalig kanton van het Franse departement Pas-de-Calais. Het kanton maakte deel uit van het arrondissement Arras. In 2015 werd het kanton opgeheven en gingen alle gemeenten, behalve Duisans, op in het kanton Arras-1. Duisans ging naar kanton Avesnes-le-Comte.

## Gemeenten
Het kanton Dainville omvatte de volgende gemeenten:
- Acq
- Anzin-Saint-Aubin
- Dainville (hoofdplaats)
- Duisans
- Écurie
- Étrun
- Marœuil
- Mont-Saint-Éloi
- Roclincourt
- Sainte-Catherine